# ابراهیم چهرازی
ابراهیم چهرازی باغبادرانی (۱۲۸۷–۱۳۸۹) نویسنده، روان‌پزشک، استاد دانشگاه و از پیشگامان علم روان‌پزشکی نوین در ایران بود. وی در سال ۱۳۱۸ بیمارستان روان‌پزشکی چهرازی را در تهران بنا گذاشت.

وی در زمان حیاتش مسئولیت‌های بیشماری را بر عهده داشت که از میان آن‌ها می‌توان به پزشکی قانونی، ریاست تیمارستان تهران، استاد کرسی بیماری‌های اعصاب، ریاست بخش اعصاب بیمارستان پهلوی، ریاست انجمن اعصاب و روان ایران در سال ۱۳۲۲، دبیر انجمن مبارزه با تریاک و الکل در سال ۱۳۲۲، نائب رئیس کنگره فدراسیون جهانی سلامت فکر در لندن در سال ۱۳۲۷، عضو افتخاری آکادمی اعصاب آمریکا در سال ۱۳۳۵، رئیس انجمن نوروفیزیولوژی ایران، بازرس فنی دانشکده پزشکی و چندین مسئولیت علمی و تخصص دیگر اشاره کرد.

او یک دوره نیز به نمایندگی مجلس شورای ملی رسید که به جهت مشکلاتی در همان مراحل اولیه متوقف شد. این خاطرات به تفصیل در کتاب «خاطرات و زندگی‌نامه دکتر سیدابراهیم چهرازی» با اشاره به فعالیت‌های اجتماعی، سیاسی، انتخاباتی وی و حوادثی همچون نمایندگی مجلس شورای ملی، استعفا از نمایندگی، دستگیری و زندانی شدن، یاد شده‌است.

رادیو چهرازی نام مجموعه پادکستی فارسی می‌باشد که با الهام از تیمارستان منسوب به این پزشک ایرانی، ساخته شده است.

## زندگی‌نامه
دکتر ابراهیم چهرازی در پانزدهم مهر ۱۲۸۷ در شهر باغبهادران از توابع لنجان در استان اصفهان چشم به جهان گشود. پدرش پزشکی به نام سیّدمرتضی طیاری معروف به سید مرتضی حکیم‌باشی و عموزادهٔ آیت‌الله العظمی سید ابوالحسن اصفهانی بود.

ابراهیم تحصیلات ابتدایی را در مدرسه علیه در اصفهان به اتمام رسانید و پس از اخذ سیکل اول متوسطه در مدرسه صارمیه اصفهان، جهت تکمیل تحصیلات متوسطه به مدرسه دارالفنون رفت. پس از فراغت از تحصیل از مدرسه طب در تهران، در مسابقه دانشجویان اعزامی شرکت کرد و با اخذ رتبه اول در دو رشته تجربی و ریاضی، در سال ۱۳۰۸ برای تحصیل در رشته پزشکی به اروپا اعزام شد.

او سال اول را در دانشگاه تولوز گذراند و سپس به دانشکده پزشکی پاریس رفت و پس از فارغ‌التحصیلی در سال ۱۳۱۳ در رشته پزشکی، به مدت دو سال و نیم در بخش اعصاب و روان بیمارستان‌های پاریس از قبیل سالپتریه (به فرانسوی: Hôpital de la Salpêtrière)، سنت آن (به فرانسوی: Centre hospitalier Sainte-Anne) و پاول بروس (به فرانسوی: Hôpital Paul-Brousse) مشغول به کار بود. او پایان‌نامه خود را درباره موضوع «تصویر خود» نوشت و موفق به دریافت مدال و دانشنامه دانشگاه پاریس شد.

وی پس از بازگشت به ایران در سال ۱۳۱۵ مدرک تخصصی اعصاب و روان را نیز دریافت کرد و در تاریخ اول اسفند ۱۳۱۵ به سمت دانشیار اعصاب دانشکده پزشکی و بعد از آن در سال ۱۳۱۶ در سمت ریاست بخش اعصاب بیمارستان رازی مشغول به کار شد. سپس دو سال خدمت سربازی خود را در بیمارستان شماره دو ارتش در بخش اعصاب گذراند و به مدت یک سال نیز پزشک قانونی وزارت دادگستری بود.
دکتر چهرازی در زمان فوت تقی ارانی پزشک قانونی بود ولی از تأیید گواهی فوت جعلی دکتر ارانی که علت فوت را تیفوس درج کرده بودند سر باز زد.
چهرازی اولین کتاب اخلاق پزشکی کشور ایران را با عنوان طبیب و جامعه در سال ۱۳۱۷ نوشته و چاپ کرد.
دکتر چهرازی علاقه زیاد به زادگاه خود باغبادران داشت و به همین دلیل با سرمایه شخصی تأسیسات آب آشامیدنی و موتور برق و تلگرافخانه و تلفنخانه و ساختمان شهرداری و لوازم اداری و کل هزینه سال اول تأسیس و راه اندازی شهرداری باغبادران تا مرحله درآمد زایی و پل چوبی و پل سیمی و بخش اصلی هزینه اولیه پل بتونی وشمندجان باغبادران را تأمین و پرداخت نمود.

چهرازی در سال ۱۳۱۸ بخش نورولوژی را که در آن زمان با عنوان بیماری‌های مغز و پی شناخته می‌شد، در تیمارستان شماره یک شهرداری (بیمارستان روزبه فعلی) تأسیس کرد و در سال ۱۳۱۹ همزمان با تدریس در دانشگاه در رشته بیماری‌های اعصاب و روان، به مدت دو سال ریاست این تیمارستان را هم بر عهده داشت. این بخش که شصت تخت داشت در دی ۱۳۲۸ از بیمارستان روزبه به بیمارستان پهلوی منتقل شد. در آن زمان ابراهیم چهرازی استاد کرسی و رئیس بخش و دکتر صبا رئیس درمانگاه بودند. این بخش در هنگام انتقال، ۴ دستیار و ۶ کارورز داشت.

ابراهیم چهرازی از بنیان‌گذاران و دبیر انجمن مبارزه با تریاک و الکل و نماینده دانشکده پزشکی دانشگاه تهران در کمیسیون‌های مربوط به مبارزه با الکل و تریاک بود. وی با تشکیل نخستین تشکل مردمی با نام «انجمن ملی مبارزه با تریاک و الکل» در سال ۱۳۲۲، دولت وقت را به کوتاهی در مبارزه با مواد مخدر و الکل متهم کرد. در تیرماه ۱۳۲۴ ساختمان چهارطبقه بیمارستان آریا در بلوار کشاورز که در آن زمان ۳۰ متری نهر کرج نامیده می‌شد، به دست ابراهیم چهرازی تأسیس شد. همچنین او فعالیت خود را در وزارت دادگستری با عنوان کارشناس رسمی بیماری‌های اعصاب و روان ادامه داد و در سال ۱۳۲۷ به عنوان بازرس کل فنی بیمارستان‌ها انتخاب شد.

در فروردین ماه سال ۱۳۲۹ پس از تکمیل اولین بخش بیماری‌های روانی در بیمارستان پهلوی و سپس انتقال بخش بیماری‌های روانی در مهرماه ۱۳۳۰ به بیمارستان روزبه، زمینه ایجاد تخصص اعصاب و روان فراهم آمد. این امر با حمایت ابراهیم چهرازی که علاقه زیادی در ادغام این بخش و ایجاد انستیتو اعصاب و روان داشت، میسر شد و در مهر سال ۱۳۳۲، اولین جلسه انجمن اعصاب دانشکده با شرکت دکتر چهرازی، دکتر رضایی، دکتر سمیعی، دکتر عاملی، دکتر گیلانی و دکتر سلیمی به جهت پیشرفت دانش اعصاب و روان و شناساندن این رشته، تشویق پزشکان جوان به کسب تخصص در این رشته، تکمیل برنامه تدریسی دانشکده، تهیه وسایل مرتبط به بخش‌های مربوط و شرکت در کنگره‌های جهانی اعصاب و روان تشکیل شد.

ابراهیم چهرازی در سال ۱۳۴۴ ریاست اولین مدرسه عالی فیزیوتراپی در کشور را به عهده گرفت، او در همان زمان ریاست بخش اعصاب بیمارستان پهلوی را نیز عهده‌دار بود.
دکتر ابراهیم چهرازی در سال ۱۳۴۹ و در زمان تصدی علی نقی عالیخانی به ریاست دانشگاه پس از سال‌ها فعالیت علمی بازنشسته شد. و در اواخر سال ۱۳۸۹ در سن صد و دو سالگی در آمریکا درگذشت. او را در آرامگاه خانوادگی در کنار قبر پدرش در امامزاده شاهزاده ابراهیم در باغ بهادران به خاک سپردند.

## سردیس فردوسی و جشن هزاره
در سال ۱۳۱۳ همزمان با جشن هزاره فردوسی در ایران، در کشورهای مختلف دنیا دوستداران فرهنگ و ادب ایرانی جشن‌های متعددی برپا کردند. در فرانسه ۴۱۰ نفر از دانشجویان ایرانی پولهایشان را روی هم گذاشتند و به پیشنهاد ابراهیم چهرازی قرار شد سفارش ساخت مجسمه‌ای از فردوسی را به لورنزی مجسمه‌ساز معروف فرانسوی بدهند. از آنجا که لورنزی فردوسی را نمی‌شناخت، چهرازی به همراه دیگر دانشجویان ترجمه اشعاری از فردوسی را به زبان فرانسوی برای او قرائت کردند تا بتواند تصویری از فردوسی در ذهن خود داشته باشد.

این مجسمه دو سال بعد در سال ۱۳۱۵ به ایران فرستاده شد و در ۲۸ خرداد ۱۳۱۵ در محوطه دانشکده ادبیات تهران (پشت بهارستان) در فضایی که به «گلگشت فردوسی» معروف بود و امروزه به نام باغ موزه نگارستان شناخته می‌شود، در مقابل در ورودی ساختمان مرکزی از شمال نصب شده‌است.

## تالیفات و آثار
ابراهیم چهرازی بین سال‌های ۱۳۱۵ تا ۱۳۴۷ دو جلد کتاب به زبان فرانسه و بیش از ده جلد کتاب در زمینه‌های اعصاب و روان و بیماری و سلامت آن نوشته‌است و نیز سی و شش مقاله در مجله دانشکده پزشکی و هشت مقاله در مجلات دیگر به چاپ رسانده. برخی از این نوشته‌ها از این قرارند:

- ۱۹۳۶ - پایان‌نامه تصویر خود، کتابخانه فرانسوا، پاریس
- ۱۹۳۷ - تحولات شخصیت جسمی و تغییرا ت مرضی آن، با همراهی پروفسور سرمیت استاد دانشکده پزشکی پاریس، انسفال، پاریس
- ۱۳۱۷ - سردرد علل و طرق معالجه آن، تهران
- ۱۳۱۷ - طبیب در جامعه، چاپخانه دانش، تهران
- ۱۳۱۸ - امراض اعصاب محیطی و نخاع، چاپخانه دانش، تهران
- ۱۳۱۹ - دژنرسانس از جهت پزشکی قانونی و قضائی، تهران
- ۱۳۲۴ - بیماری‌های مغز و پی، جلد اول و دوم، تهران
- ۱۹۴۸ - کنگره بین‌المللی بهداشت روانی و سلامت فکر
- ۱۳۲۹ - فساد اجتماعی و دژنر سانس روانی، مجله تندرست
- ۱۹۳۸ - آیا فلج عصب فاسیال (صورتی) ناشی از سرما وجود دارد؟، مجله جهان پزشکی

- ۱۹۳۸ - نارکو آنالیز، مجله جهان پزشکی
- ۱۳۲۹ - آیا می‌توان به وسیله نارکوز اقرار به دلخواه گرفت؟، مجله شهربانی
- ۱۳۲۹ - بلای تریاک و راه مبارزه با آن
- درمان سیفلیس مغز و پی، مجله دانشکده پزشکی
- چند بیمار مبتلا به سیفلیس مخ که به وسیله زرق داهل نخاع سوم سالوار سانیزه بهبودی یافته‌اند، مجله دانشکده پزشکی
- مراجعه به پزشک از طرف مقامات دادگستری، مجله دانشکده پزشکی
- کیست هیداتیک مخ، مجله دانشکده پزشکی
- روش تزریق پنی‌سیلین داخل نخاع بدون عوارض، مجله دانشکده پزشکی
- شیزوفرنی، کنگره پزشکی تهران
- نامه تیمارستان، چاپخانه دانش
- طب ایرانی و روابط آن با فرانسه، روزنامه دفاع اطبا، پاریس
- سیزده رساله در باب تریاک، انجمن مبارزه با الکل و تریاک[۲]